# 聲樂家
聲樂家，是以聲樂為業的人，也是使用西洋美聲唱法的技術來進行歌唱表演的專家。然而，美聲歌手一詞，大都被使用在流行音樂中，並非古典音樂的領域。「歌手」或「歌星」的稱呼用於流行音樂之中，「聲樂家」一詞多用於古典音樂的領域。「聲樂家」來自於義大利語，原意指的就是用歌唱來當成職業的音樂家，但是後來被廣泛使用。於是，產生了另一個專用術語來稱呼聲樂家，就是義大利語的，德語的。

##### 中国声乐家
- 林俊卿
- 沈湘
- 周小燕
- 迪里拜尔
- 钟振发
- 廖昌永
- 戴玉強
- 範競馬
- 王霞
- 麼紅
- 馬梅
- 王瑩
- 殷秀梅
- 周小燕
- 魏松
- 莫華倫

##### 歐洲聲樂家
- 盧奇亞諾·帕華洛帝
- 普拉西多·多明哥
- 何塞·卡雷拉斯